# 古川信用組合
古川信用組合（ふるかわしんようくみあい）は、宮城県大崎市に本店を置く信用組合。通称は「ふるしん」である。

## 概要
定款上は、大崎市、富谷市、黒川郡、多賀城市、塩竃市、加美郡、遠田郡、宮城郡利府町、仙台市(5区全て)、および登米市のうち旧豊里町域と石巻市の旧河南町域を事業エリアとしている。
富谷市に店舗を持たないが、富谷町時代の1989年より同市の指定代理金融機関になっている。
2016年には仙台市泉区に支店を開設している。
なお、セブン銀行ATM利用時の手数料は全時間帯、有料である。

## 沿革[2]
- 1956年1月 設立。
- 1994年2月 全国信用組合共同センター（SKC）に加盟。
- 2014年7月 - 岩出山支店を本店内にブランチインブランチ化。
- 2016年5月9日 - 泉中央支店を開設し、仙台市に店舗を進出(定款上は、仙台市の一部がすでに事業エリアに含まれていた)。
- 2016年9月19日 - 古川駅前支店を廃店。取引は、顧客により本店か三日町支店のいずれかに移管。
- 2017年9月 - 多賀城市、塩竃市、宮城郡利府町の2市1町を営業地区に追加。
- 2018年1月15日 - 三日町支店を移転新築し、古川南支店に改称。